# Chiloscyphus puccioanus
Chiloscyphus puccioanus là một loài rêu tản trong họ Lophocoleaceae. Loài này được (De Not.) Hässel de Menéndez miêu tả khoa học lần đầu tiên năm 1996.